# Тай Сяоху
Тай Сяоху (1 березня 1998) — китайський стрибун у воду.
Чемпіон світу з водних видів спорту 2015 року.